# مدفع يدوي
المدفع اليدويّ هو الشكل الأولي للمدفع الذي اخترعه الصينيون. يعد المدفع اليدوي أول شكل من أشكال الأسلحة النارية المقذوفة باليد، والذي جرى تطويره في الصين بعد رمح النار.

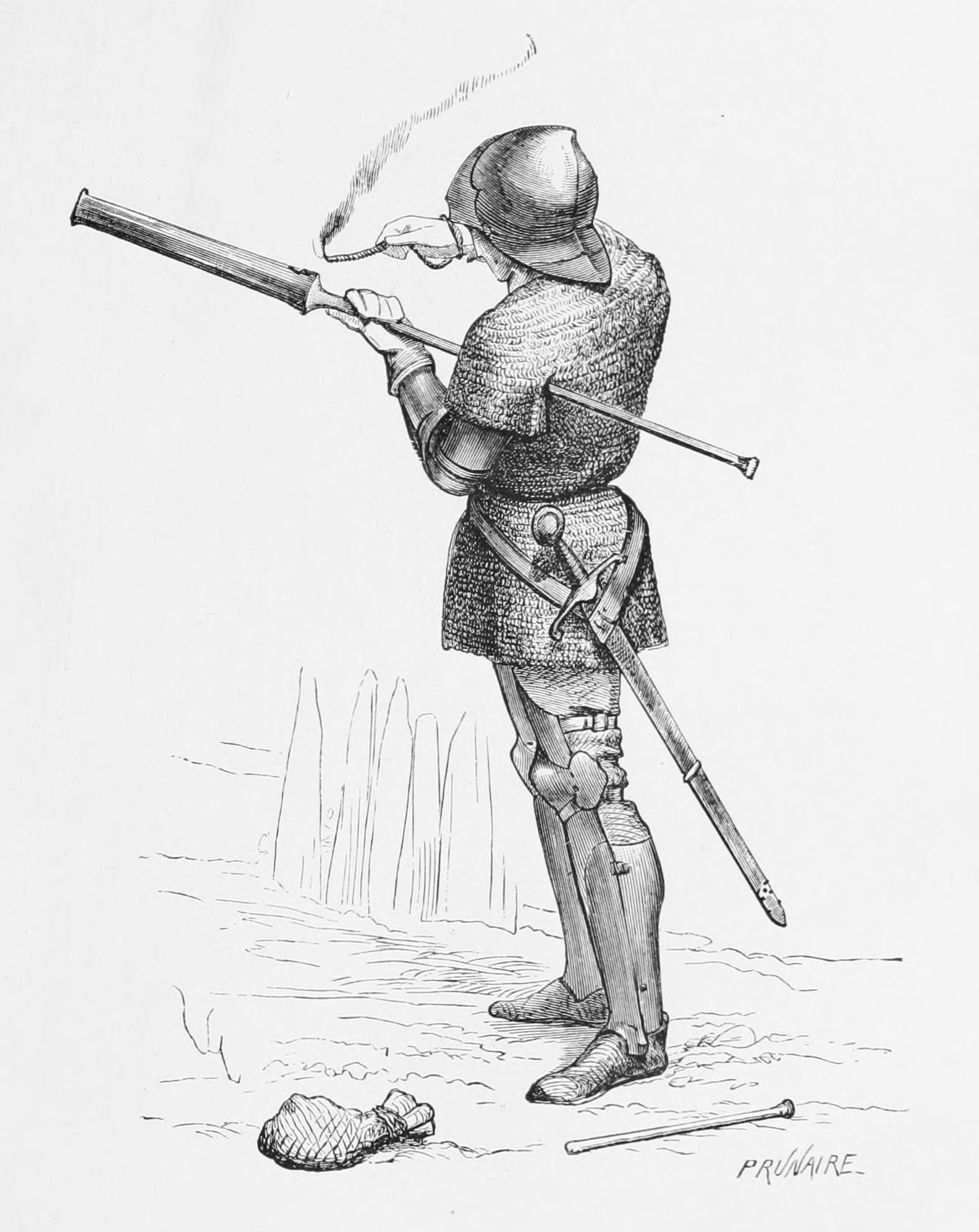
جندي سويسري يشعل مدفع يدوي، مع كيس بارود وعصا على الأرض، في أواخر القرن الرابع عشر.

شاع استخدام المدفع اليدوي في الصين منذ القرن الثالث عشر للميلاد، ثم انتقل عبر التماس مع الحضارة العربية الإسلامية إلى أوروبا وباقي أنحاء العالم، والذي طور لاحقاً ليأخذ شكل بندقية القربينة ذات الفتيل، والتي كانت أول سلاح ناري مزود بزناد.

## اقرأ أيضاً
- مدفع